# Jakob Heinrich Schmidt
Jakob Heinrich Schmidt, meist J. Heinrich Schmidt oder Heinrich Schmidt, (* 21. November 1897 in Uetersen, Holstein; † 19. Februar 1974 in Kalkar) war ein deutscher Kunsthistoriker.

## Leben
Schmidt wurde als Sohn des im Großen Wulfhagen wohnenden Uetersener Malermeisters Johannes Schmidt geboren. Er besuchte das Realgymnasium in Elmshorn bis zur Kriegsreifeprüfung 1915. Nach dem Eintritt in das Lauenburgische Jäger-Bataillon Nr. 9 in Ratzeburg, Teilnahme am Ersten Weltkrieg und Rückkehr aus französischer Gefangenschaft im Februar 1919 studierte er zunächst in Hamburg und Kiel Medizin, dann in Halle, München und Kiel Kunstgeschichte, Geschichte und Philosophie. Daneben nahm er in Kiel, Halle und München Unterricht als Maler und Bildhauer. Am 24. Juni 1924 promoviert er an der Universität Kiel bei Arthur Haseloff mit einer Arbeit zur Farbenlehre bei Philipp Otto Runge. Von 1928 bis 1935 war er als wissenschaftlicher Hilfsarbeiter an den Berliner Museen tätig. Von 1935 bis zu seiner Emeritierung 1962 lehrte er Kunstgeschichte an der Staatlichen Kunstakademie in Düsseldorf. 1954 bis 1956 war er kurzzeitig als Zwischenlösung Direktor der Akademie. Im Ruhestand lebte er in Kalkar am Niederrhein, wo nach seinem Tod die „Prof.-Schmidt-Straße“ nach ihm benannt wurde.
Forschte er während seiner Berliner Zeit vor allem zur islamischen Kunstgeschichte, so war sein Schwerpunkt in seiner Düsseldorfer Zeit vor allem die Kunstgeschichte der Rheinlande.
Sein Nachlass befindet sich im Deutschen Kunstarchiv im Germanischen Nationalmuseum in Nürnberg.

## Veröffentlichungen (Auswahl)
- Die Farbenlehre Philipp Otto Runges und seine Bildgestalt. Heydorn, Uetersen 1924 (Dissertation, mit Lebenslauf).
- Friedrich Sarre, Schriften. Zum 22. Juni 1935 zusammengestellt (= Forschungen zur islamischen Kunst. Bd. 6). Reimer, Berlin 1935.
- Ein Skizzenbuch des jungen Alfred Rethel. L. Schwann, Düsseldorf 1940.
- (mit Friedrich Panse): Pieter Bruegels Dulle Griet: Bildnis einer psychisch Kranken, 1967.